# The Gibson Steps

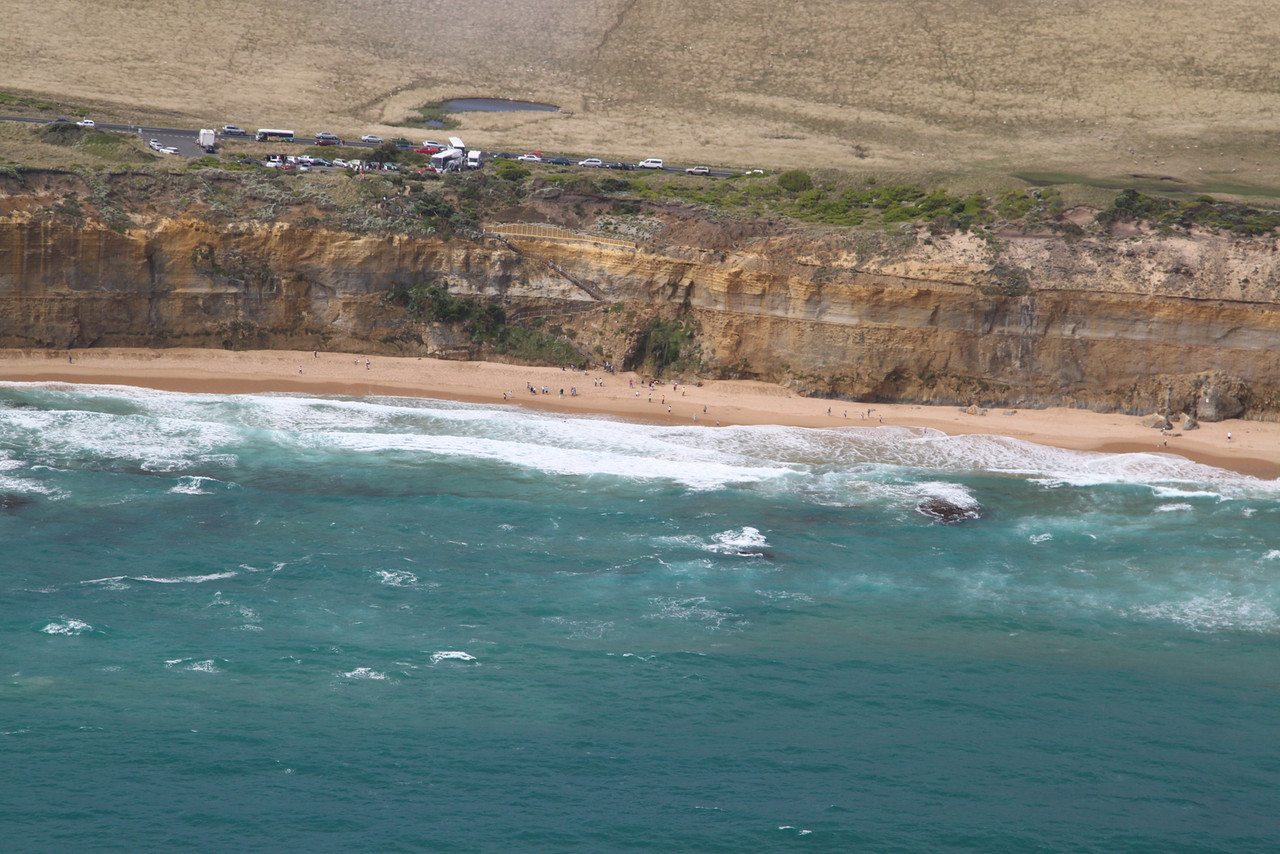
The Gibson Steps im Nordosten

Die Gibson Steps (deutsch: Gibson-Stufen) bezeichnen ein Gebiet von Felsklippen aus Kalkstein. Sie liegen im Port-Campbell-Nationalpark in unmittelbarer Nähe der Twelve Apostles bei der Stadt Port Campbell im australischen Bundesstaat Victoria.
Benannt ist die Stufenanlage nach dem Gibson Beach, der am Fuß der felsigen Küsten liegt. Sowohl die Stufen als auch der Strand sind eine Touristenattraktion der Great Ocean Road.
Von der Aussichtsplattform an den Twelve Apostles können die zwei Felsklippen gesehen werden, die in den Ozean hineinragen.
2008 wurde die Stufenanlage erneuert.

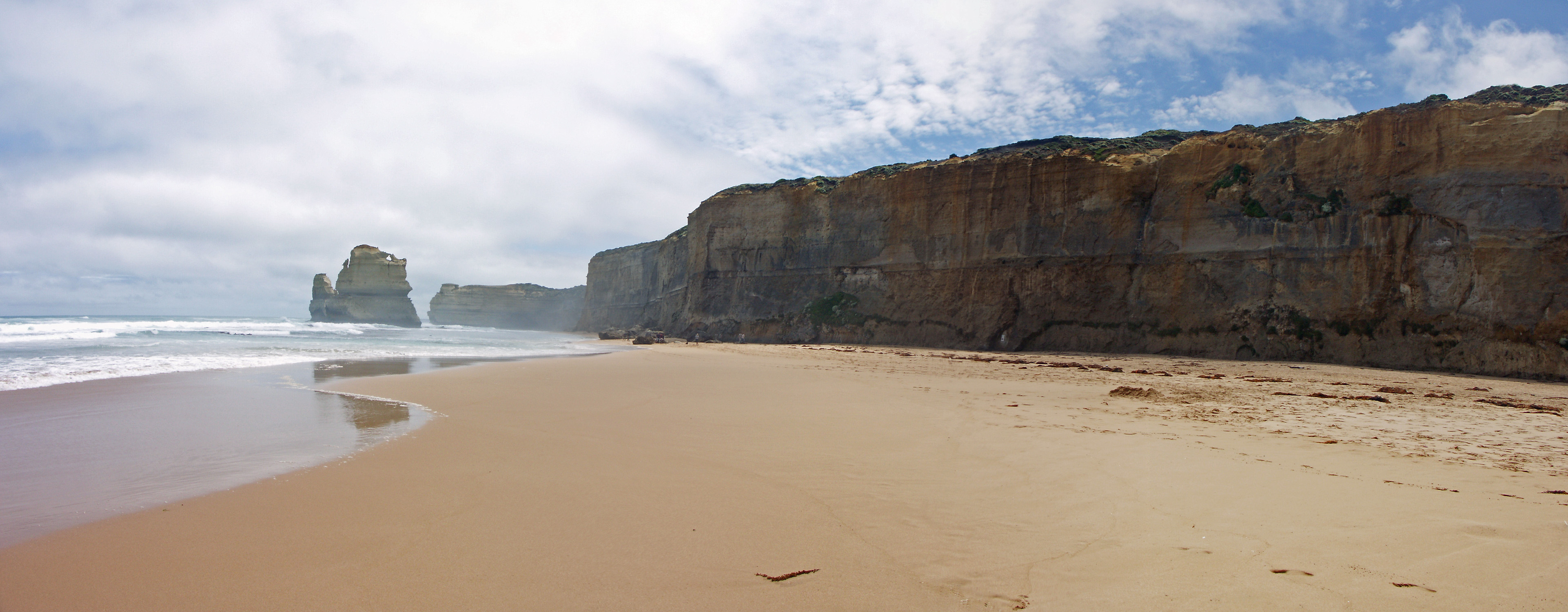
The Gibson Steps in westlicher Richtung
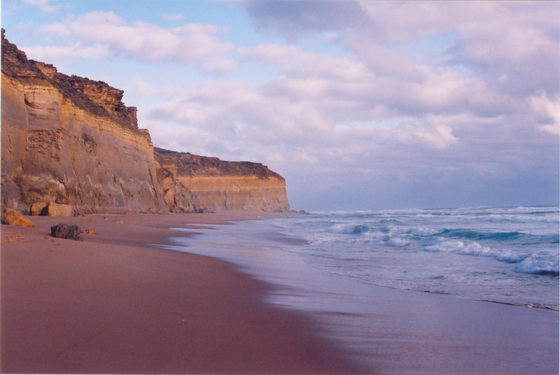
The Gibson Steps in Östlicher Richtung